# 輪轉五道罪福報應經
《輪轉五道罪福報應經》，出三藏記集記作《五道輪轉罪福報應經》，失譯，經文開頭題「聞如是」而非「如是我聞」應是鳩摩羅什之前的譯者，歷代三寶紀首次稱作求那跋陀羅譯，並為後來的經錄沿用。
本經在歷代佛經目錄列為小乘單譯經，收錄於大正藏經集部。大正藏內收錄了兩種不同的版本，一為《輪轉五道罪福報應經》（明本），另一為《罪福報應經》（宋本、元本）。

## 緣起
當時，釋迦牟尼佛與弟子一千二百五十位比丘一起駐錫在迦毘羅衛國（又譯劫比羅伐窣堵）的釋氏精舍，因結夏安居已結束，於是釋迦牟尼佛從禪室出來，和弟子一同前往舍衛國的祇園精舍（亦稱祇樹給孤獨園），迦毘羅衛和舍衛國之間有一棵大樹叫做「尼拘類樹」，樹高二十里，枝葉覆蓋面積有六十里，樹上的果實非常的多，吃起來香甜味道如蜂蜜一般，果實成熟後落到地上，人們吃了之後病都會好起來，並且眼目明亮。
這時，釋迦牟尼佛坐在樹下，諸比丘取地上的熟果食用，食用完畢後。釋迦牟尼佛告訴祂的侍者阿難尊者：「我觀察天地萬物，皆有他們各自的宿世因緣」，阿難便向前恭敬頂禮釋迦牟尼佛，請求佛陀說法以開示度化不知道的人，釋迦牟尼佛便藉此因緣說法，宣說人們的宿世因緣、罪福等因果報應。

## 內容大意
釋迦牟尼佛向眾弟子們宣說：
- 今生擁有什麼樣的善業果報（如：地位尊貴、家財無限），是因為宿世做了什麼樣的善業、善事所造成。今生所遭遇的種種惡業果報（如：地位卑賤、相貌醜陋），是因為宿世做了什麼樣壞事所導致。並說明如果造了什麼樣的惡業、壞事（如：殺害生命），將來將會受到什麼樣痛苦的因果報應，以此要大眾謹慎。
- 凡是作功德，必須親自燒香、齋食、誦經。不可請人做功德而不給供養，不發願。就像請別人吃飯，自己卻不吃，如何能飽足呢？要燒香禮拜、潔淨身心，守持戒律，修習禪定才能攝心。佛前燃燈能得聰明，最後證得三達智、無有障礙。平常就要燒香、齋食、讀經。布施得福報，諸天神會來幫助，惡鬼邪神會遠離，不敢侵犯。但對於平常不精進修持的懈怠之人，有朝一日生病、遇不吉利的事時，才要去燒香拜佛，這樣天神不會降臨，眾魔還會前來騷擾，作種種神變怪異的事。因此平時就要精進修持[4]。
- 罪報與福報就像人們的影子一樣如影隨形。培福、種福田，就像尼俱類樹一樣，種下一個種子可得到無數的果實，只布施一個，卻獲得萬倍的回饋，這是真實不虛的[4]。

## 外部連結
- 《佛說輪轉五道罪福報應經》CBETA 電子版 （页面存档备份，存于）
- 乾隆大藏經《佛說輪轉五道罪福報應經》  （页面存档备份，存于）
- 因果論 佛說罪福報應經白話 （页面存档备份，存于）